# Аржелес-Газост (округ)
Округ Аржелес-Газост (фр. Arrondissement d'Argelès-Gazost) — округ у Франції, в департаменті Верхні Піренеї. 2023 року округ об'єднував 87 муніципалітетів, населення становило 37 624 особи.
Адміністративний центр (супрефектура) — Аржелес-Газост.

## Муніципалітети
Список муніципалітетів округу та їхні коди INSEE:
1. Агос-Відалос (65004)
2. Адаст (65001)
3. Аде (65002)
4. Арбеост (65018)
5. Аржелес-Газост (65025)
6. Арран-Марсус (65032)
7. Аррас-ан-Лавдан (65029)
8. Аррею-Лаїтт (65247)
9. Арроде-е-Англь (65033)
10. Арсізак-е-Англь (65020)
11. Арсізан-Аван (65021)
12. Арсізан-Дессю (65022)
13. Арталан-Суен (65036)
14. Артіг (65038)
15. Аспен-ан-Лавдан (65040)
16. Бареж (65481)
17. Барлест (65065)
18. Бартре (65070)
19. Бен (65112)
20. Берберюс-Льяс (65082)
21. Бетпуе (65089)
22. Боо-Сіян (65098)
23. Босан (65077)
24. Бурреак (65107)
25. В'є-Борд (65467)
26. В'є (65469)
27. В'єлла (65463)
28. Віже (65470)
29. Вільлонг (65473)
30. Віскос (65478)
31. Гаварні-Жедр (65192)
32. Газост (65191)
33. Гаягос (65182)
34. Грюст (65210)
35. Езак-Ост (65056)
36. Ерос-Арбуїкс (65055)
37. Еск'єз-Сер (65168)
38. Ескубе-Путс (65164)
39. Естен (65169)
40. Естерр (65173)
41. Жарре (65233)
42. Же (65201)
43. Жез (65202)
44. Жез-е-Англь (65203)
45. Женкалас (65237)
46. Жер (65197)
47. Жерм-сюр-л'Уссуе (65200)
48. Жулос (65236)
49. Котере (65138)
50. Лез-Англь (65011)
51. Лезіньян (65271)
52. Ло-Баланьяс (65267)
53. Лубажак (65280)
54. Лурд (65286)
55. Лю-Сен-Совер (65295)
56. Люганьян (65291)
57. Окен (65045)
58. Омекс (65334)
59. Оссан (65343)
60. Оссен-е-Англь (65345)
61. Пареак (65355)
62. Пейруз (65360)
63. П'єррфітт-Несталас (65362)
64. Прешак (65371)
65. Пуейферре (65366)
66. Сазос (65413)
67. Салігос (65399)
68. Саль (65400)
69. Сассі (65411)
70. Сегю (65415)
71. Сен-Креак (65386)
72. Сен-Пастус (65393)
73. Сен-Пе-де-Бігорр (65395)
74. Сен-Савен (65396)
75. Сер-ан-Лавдан (65420)
76. Сер (65424)
77. Сер-Лансо (65421)
78. Сіре (65428)
79. Сулом (65435)
80. Узус (65352)
81. Урді-Котдуссан (65348)
82. Урдон (65349)
83. Усте (65351)
84. Феррієр (65176)
85. Шез (65145)
86. Шест (65144)
87. Юз (65458)